# Termobariska vapen

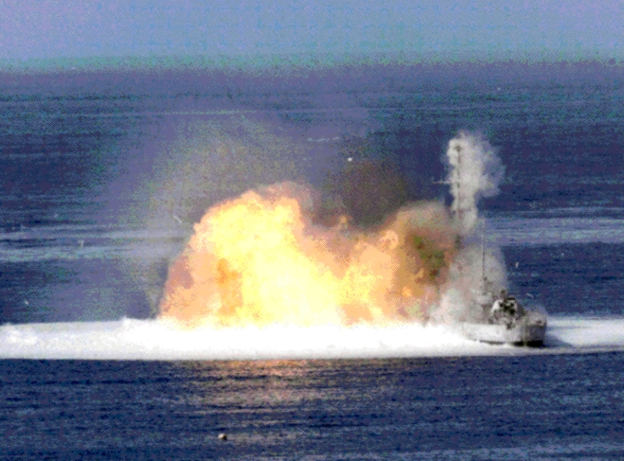
Explosion från bränsle-luft sprängämne som används mot ett fartyg i USA:s flotta som tagits ur drift, USS McNulty, 1972.

Termobariska vapen, eller termobariska laddningar (termo = värme, bar = tryck), även kallad FAE-laddning (från engelska: fuel-air explosive), är en vapenverkan där bränsle fördelas som en aerosol i luften, antänds och reagerar med luftens syre. Den använder alltså luftens syre för att oxidera bränslet och skiljer sig på så sätt från konventionella sprängämnen som innehåller oxidatorer. Termobariska bomber har därför ett högre energiinnehåll per massenhet än vanliga bomber. Termobariska vapen ger en kraftig tryckvåg men inget eller mycket lite splitter.
En termobarisk bomb innehåller normalt två sprängladdningar, först en liten som fördelar bränslet i luften, och sedan en som antänder bränslet. Vissa nyare modeller har endast en laddning och i stället en kraftigare behållare för bränslet, som fördröjer spridningen tills bränslet har börjat antändas.
Ur en teknisk synvinkel används termen termobarisk bara för de sprängladdningar som verkar genom både värme och tryck. Detta uppnås genom att laddningen innehåller metaller som brinner vid hög temperatur, till exempel magnesium eller aluminium. Laddningar utan dessa tillsatser verkar endast genom tryckvågen.
Termobariska vapen är framför allt effektiva i anslutning till slutna utrymmen.
Den första egentliga termobariska bomben testades i Tyskland 1944, och bestod av kolpulver blandat med flytande syre. Termobariska bomber har bevisligen använts bland annat av sovjetiska styrkor i Afghansk-sovjetiska kriget, ryska styrkor i första och andra Tjetjenienkrigen, samt i kriget i Ukraina. Av amerikanska och brittiska styrkor har termobariska bomber använts i Afghanistan.

## Andra namn
Ammunition med termobarisk verkan kallas ibland felaktigt för aerosolbomb eller vakuumbomb.
- Aerosolbomb är opassande då aerosoler förekommer i annan ammunition (exempelvis kemiska vapen).[1]
- Vakuumbomb är opassande då inget vakuum skapas vid funktion. Namnet verkar härstamma från att verkan använder närliggande syre för funktion.[2]

## Termobariska vapenplattformar
Lista över vapen som kan använda termobariska verkansdelar (urval):
- Eldkastare
- Flygbomb
- Raketartilleri
- Multipelvapen (klusterammunition)